# Marie Van Brittan Brown
Marie Van Brittan Brown (Queens, 30 de outubro de 1922 — 2 de fevereiro de 1999) foi uma inventora estadounidense que inventou o sistema de segurança doméstico em 1966, junto com seu marido Albert Brown e a patente (US3482037) foi dada em 1969.

## Biografia
Marie nasceu no bairro de Jamaica, no distrito de Queens, em Nova Iorque, em 1922. Seu pai era de Massachusetts e sua mãe da Pensilvânia. Marie trabalhou como enfermeira e o marido como eletricista e eletrônica e juntos tiveram dois filhos. Sua filha, Nora Brown, seguiu seus passos profissionais mais tarde, também trabalhando com enfermagem e inventando suas próprias criações.
Por conta do seu trabalho, realizava jornadas muito longas e não regulares, o que a fazia chegar tarde em casa e ficar sozinha, gerando um sentimento de insegurança e vulnerabilidade.

## Invenção
O bairro era inseguro e o índice de violência era alto, por isso não gostava de precisar abrir a porta para desconhecidos e, assim, a primeira invenção um sistema de câmeras na porta, que podia identificar quem estava lá.
O sistema de Brown tinha um conjunto de quatro olhos-mágicos e uma câmera que podia subir e descer para olhar em cada um deles. Qualquer coisa que a câmera filmasse apareceria em um monitor. O sistema incluía um dispositivo que permitia o dono da casa usar o televisor para ver a pessoa na porta e ouvir a sua voz. O monitor podia ficar em outro lugar da casa, graças ao controle via rádio wireless. Além disso, o residente poderia destravar a porta via controle remoto.
Como um dos motivos para que o casal decidisse criar esse sistema era a demora da polícia ou segurança chegar no local, eles implantaram também um botão de pânico, que ao ser pressionado, chamava automaticamente as autoridades. Embora o sistema tenha sido desenvolvido para uso doméstico, muitos negócios começaram a adotá-lo devido à sua efetividade, ademais o sistema também utilizado em programas de reality show e em locais públicos.

## Curiosidades
- “Hoje, a patente dos Browns é referenciada por 12 inventores subsequentes que traçam a sua própria criação até terem feito uso de algum aspecto do sistema de circuito fechado dos Browns. A patente mais recente que referencia a invenção dos Browns foi em 2013." - Segundo o site Timeline.
- "A aplicação dos Brown foi impressionante, inigualável na existência da tecnologia  do circuito-fechado televisivo, principalmente usado na vigilância militar. O engenheiro alemão chamado Walter Burch desenvolveu o sistema de  monitoração por câmeras em 1942 com o objetivo de observar o teste do foguete Nazi V-2 de uma distância segura. O sistema de segurança dos Brown trouxe o uso de “CFTV” (circuito fechado de TV) para as casas." - Segundo o site Timeline. * Tradução livre pelos autores.

## Morte
Ela morreu em Nova Iorque, 2 de fevereiro de 1999, aos 76 anos.

## Prêmios
- National Science Committe.